# Eduard van Roessel
Eduard van Roessel (Breda, 7 september 1897 - Venlo, 26 januari 1978) was een Nederlandse voetballer die bij voorkeur als middenvelder speelde.

## Carrière
Van Roessel is geboren in Breda en hij begon met voetballen bij NAC in 1913. Op 29 mei 1921 werd hij kampioen met NAC in het seizoen 1920/21. Van Roessel is de eerste NAC-speler in het Nederlands elftal. Hij heeft twee interlands gespeeld. Op 5 april 1920 debuteerde hij in de wedstrijd tegen Denemarken. Het Nederlands elftal won toen met 2-0. Op 13 mei 1920 speelde hij zijn tweede interland tegen Italië (1-1). Hij beëindigde zijn voetbalcarrière in 1927.
Van Roessel overleed op 26 januari 1978.

## Interlands
| Interlands van Eduard van Roessel voor Nederland | Interlands van Eduard van Roessel voor Nederland | Interlands van Eduard van Roessel voor Nederland | Interlands van Eduard van Roessel voor Nederland | Interlands van Eduard van Roessel voor Nederland | Interlands van Eduard van Roessel voor Nederland | Interlands van Eduard van Roessel voor Nederland |
| №                                                | Datum                                            | Wedstrijd                                        | Uitslag                                          | Competitie                                       | Goals                                            | Assists                                          |
| Als speler van NAC                               | Als speler van NAC                               | Als speler van NAC                               | Als speler van NAC                               | Als speler van NAC                               | Als speler van NAC                               | Als speler van NAC                               |
| ------------------------------------------------ | ------------------------------------------------ | ------------------------------------------------ | ------------------------------------------------ | ------------------------------------------------ | ------------------------------------------------ | ------------------------------------------------ |
| 1.                                               | 5 april 1920                                     | Nederland – Denemarken                           | 2 – 0                                            | Vriendschappelijk                                | 0                                                | 0                                                |
| 2.                                               | 13 mei 1920                                      | Italië – Nederland                               | 1 – 1                                            | Vriendschappelijk                                | 0                                                | 0                                                |

## Erelijst
| Competitie                    | Aantal | Jaren |
| ----------------------------- | ------ | ----- |
| Nederlands landskampioenschap | 1×     | 1921  |